# Bay Parkway (línea Sea Beach)
Bay Parkway es una estación en la línea Sea Beach del Metro de Nueva York de la división A del Interborough Rapid Transit Company. La estación se encuentra localizada en Bensonhurst en Brooklyn entre Bay Parkway y la Calle 7 Oeste. La estación es servida en varios horarios por los trenes del Servicio .